# Estación de Mairie de Montreuil
La estación de Mairie de Montreuil (en español: ayuntamiento de Montreuil) es una estación del metro de París situada en la comuna de Montreuil, al este de París. Es uno de los terminales de la línea 9. 

## Historia
Última prolongación de la línea 9 hacia el este, la estación fue inaugurada el 14 de octubre  de 1937. Debe su nombre al ayuntamiento de la ciudad de Montreuil, cerca de la cual se encuentra situada.

## Descripción
A diferencia de otros terminales de línea, la estación solo posee dos vías y dos andenes laterales. Esta se completa con tres vías de garaje y zonas de maniobras para los trenes. En su diseño, aunque mantiene la apariencia clásica de las estaciones del metro parisino, sí se puede observar en el extremo de uno de los andenes un mosaico realizado con porcelana de Sèvres que representa un plano de la ciudad con sus principales monumentos. La obra data de 1937.